# Michigan Intercollegiate Athletic Association

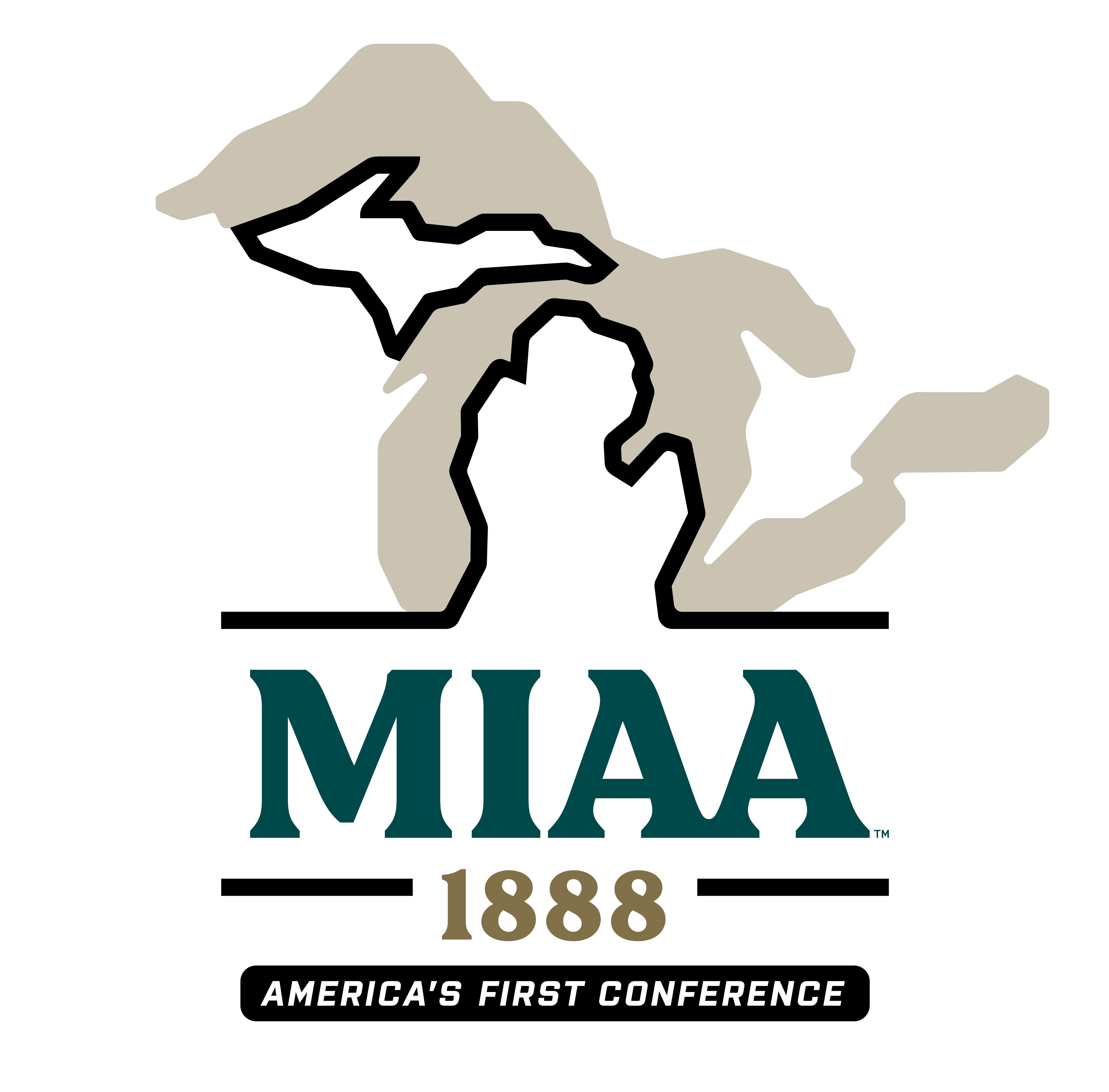
Logo in uso dal 2020

La Michigan Intercollegiate Athletic Association (MIAA) è una conference atletica statunitense che attualmente fa parte della NCAA Division III. Le nove squadre della conference hanno tutte sede negli stati del Michigan e dell'Indiana. La Michigan Intercollegiate Athletic Association fu fondata il 24 marzo 1888, e ciò la rende la più antica degli States. Gli attuali membri della MIAA sono: Adrian College, Albion College, Alma College, Calvin College, Hope College, Kalamazoo College, Olivet College, Saint Mary's College of Notre Dame, Indiana e Trine University, precedentemente conosciuta come Tri-State University. Olivet e Albion sono le uniche due scuole fondatrici a far ancora parte della conference. Altri membri che ne fecero parte furono la Michigan State University, precedentemente Michigan Agricultural College, (1888–1907), Eastern Michigan University, precedentemente Michigan State Normal College, (1892–1926), Hillsdale College (1888–1961), e Defiance College (1997–2000).
I membri della MIAA rimasero i medesimi dal 1961 al 1997 quando il Defiance College of Ohio ed il Saint Mary's College of Indiana furono invitati a farne parte, infrangendo per la prima volta i confini dello stato del Michigan. Nel 2002, la lega accettò il Wisconsin Lutheran College come associate member per competere nella categoria del football americano. Il Wisconsin Lutheran College lasciò la MIAA nel 2007. La Tri-State University entrò nella mia per la stagione 2004-2005, cambiando poi nome in Trine University nel 2008.

## Rivalità
Come in tutte le leghe, anche nella mia vi sono accese rivalità. In una recente intervista a Jamie Zorbo, head football coach dei Kalamazoo College, questi ebbe a dire. “è una lega competitiva, tutti i team che vi partecipano lo fanno da lungo tempo ed hanno una lunga storia per cui competere”. “Grandi rivalità si sono create, tra cui Kalamazoo ed Hope; Albion e Kalamazoo, e la rivalità tra Calvin ed Hope nel basketball. Queste sono solo alcune delle tante.” (Zorbo, Jamie. Personal Interview 15 October 2008).
La rivalità tra Calvin ed Hope è diventata recentemente notizia di livello nazionale, tanto che ESPN l'ha definita tra le più grandi rivalità nazionale nel basket.

## Istituti membri

### Attuali membri
La lega ha attualmente nove membri:
| Istituto              | Luogo                  | Sez. Sportiva   | Fondata | Tipo                            | Studenti | Ingresso |
| --------------------- | ---------------------- | --------------- | ------- | ------------------------------- | -------- | -------- |
| Adrian College        | Adrian, Michigan       | Bulldogs        | 1859    | Private/Methodist               | 1,040    | 19082    |
| Albion College        | Albion, Michigan       | Britons         | 1835    | Private/Methodist               | 1,970    | 1888     |
| Alma College          | Alma, Michigan         | Scots           | 1886    | Private/Presbyterian            | 1,300    | 1902     |
| Calvin College        | Grand Rapids, Michigan | Knights         | 1876    | Private/Christian Reformed      | 4,200    | 1953     |
| Hope College          | Holland, Michigan      | Flying Dutchmen | 1866    | Private/Reformed                | 3,200    | 1926     |
| Kalamazoo College     | Kalamazoo, Michigan    | Hornets         | 1833    | Private/Non-sectarian           | 1,340    | 1896     |
| Olivet College        | Olivet, Michigan       | Comets          | 1844    | Private/United Church of Christ | 1,086    | 18883    |
| Saint Mary's College1 | Notre Dame, Indiana    | Belles          | 1844    | Private/Catholic                | 1,400    | 1997     |
| Trine University      | Angola, Indiana        | Thunder         | 1884    | Private/Non-sectarian           | 1,650    | 2004     |

Note
1. Women's college
2. Adrian la lasciato la MIAA prima della stagione 1921-22 e vi è rientrato prima della stagione 1937-38.
3. Olivet la lasciato la MIAA prima della stagione 1939-40 e vi è rientrato prima della stagione 1952-53.

### Membri non più facenti parte
| Istituto                    | Luogo                  | Sez. Sportiva  | Fondata | Tipo                            | Studenti | Ingresso | Uscita | Attuale conference        |
| --------------------------- | ---------------------- | -------------- | ------- | ------------------------------- | -------- | -------- | ------ | ------------------------- |
| Defiance College            | Defiance, Ohio         | Yellow Jackets | 1850    | Private/United Church of Christ | 1,000    | 1997     | 2000   | HCAC                      |
| Eastern Michigan University | Ypsilanti, Michigan    | Eagles         | 1849    | Public                          | 22,974   | 1892     | 1926   | MAC (NCAA Division I)     |
| Hillsdale College           | Hillsdale, Michigan    | Chargers       | 1844    | Private/Non-sectarian           | 1,200    | 1888     | 1961   | GLIAC (NCAA Division II)  |
| Michigan State University   | East Lansing, Michigan | Spartans       | 1855    | Public                          | 45,520   | 1888     | 1907   | Big Ten (NCAA Division I) |

### Membri affiliati
| Istituto                   | Luogo                | Sez. Sportiva | Fondata | Tipo                                         | Studenti | Ingresso | Uscita | Attuale conference | MIAA Sport |
| -------------------------- | -------------------- | ------------- | ------- | -------------------------------------------- | -------- | -------- | ------ | ------------------ | ---------- |
| Wisconsin Lutheran College | Milwaukee, Wisconsin | Warriors      | 1973    | Private/Wisconsin Evangelical Lutheran Synod | 765      | 2002     | 2007   | Northern (NAC)     | football   |

## Sport
Le squadre universitarie competono in: corsa campestre, football americano, golf, soccer, volley, basket, nuoto, baseball, softball, tennis, lacrosse ed atletica leggera. In quanto scuola femminile, la Saint Mary's non gareggia nel football e nel baseball.